# Höri (kanton Zurych)
Höri – miejscowość i gmina (Politische Gemeinde) w północnej Szwajcarii, w kantonie Zurych, w okręgu (Bezirk) Bülach. Leży nad rzeką Glatt.

## Demografia
W Höri mieszka 3307 osób. W 2021 roku 37,7% populacji gminy stanowiły osoby urodzone poza Szwajcarią.

## Transport
Przez teren gminy przebiega droga główna nr 348.